# Fiona McIntosh
Cet article concerne l’auteure britannique. Pour la joueuse de rugby à XV, voir Fiona McIntosh (rugby à XV). Pour l’historienne britannique, voir Fiona Macintosh.
Pour les articles homonymes, voir McIntosh.
Œuvres principales
- Le Dernier Souffle
- Valisar

Fiona McIntosh, née le 14 mars 1960 à Brighton en Angleterre, est un auteur britannique de fantasy. Durant sa petite enfance, de par le travail de son père, elle a beaucoup voyagé en Afrique. À l'âge de dix-neuf ans, elle vint pour la première fois à Paris, et plus tard en Australie, où elle vit actuellement. Outre la fantasy, elle écrit également des livres pour enfants et des romans policiers sous le nom de Lauren Crow.

## Biographie
Fiona McIntosh a grandi et fait ses études à Brighton en Angleterre, avant de travailler à Londres dans les relations publiques et le marketing. Lors d’un tour du monde, elle a découvert l’Australie où elle a décidé de s’installer. Elle a depuis mené carrière dans le tourisme, parcouru la planète (à la recherche du meilleur chocolat chaud… titre qu’elle accorde actuellement à celui du George V à Paris) et vit à Adélaïde avec son mari et ses deux enfants.

## Œuvres

### SérieTrinity
1. (en) Betrayal, 2001
2. (en) Revenge, 2002
3. (en) Destiny, 2002

### SérieLe Dernier Souffle
1. Le Don, Bragelonne, 2006 ((en) Myrren's Gift, 2003)
2. Le Sang, Bragelonne, 2007 ((en) Blood & Memory, 2004)
3. L'Âme, Bragelonne, 2008 ((en) Bridge of Souls, 2004)

#### Roman indépendant situé dans l'univers duDernier Souffle
- (en) The Scrivener's Tale, 2012

### SériePercheron
1. Odalisque, Bragelonne, 2012 ((en) Odalisque, 2005)
2. Émissaire, Bragelonne, 2013 ((en) Emissary, 2006)
3. Déesse, Bragelonne, 2014 ((en) Goddess, 2007)

### SérieShapeshifter
1. (en) Severo's Intent, 2007
2. (en) Saxten's Secret, 2007
3. (en) Wolf Lair, 2007
4. (en) King of the Beasts, 2007

### SérieValisar
1. L'Exil, Bragelonne, 2009 ((en) Royal Exile, 2008)
2. Le Tyran, Bragelonne, 2010 ((en) Tyrant's Blood, 2009)
3. La Colère, Bragelonne, 2011 ((en) King's Wrath, 2010)

### SérieThe Lavender Keeper
1. (en) The Lavender Keeper, 2012
2. (en) The French Promise, 2013

### Romans indépendants
- L'Appel du destin, Castelmore, 2011 ((en) The Whisperer, 2009)
- (en) Fields of Gold, 2010
- (en) The Rumpelgeist, 2012
- (en) The Tailor's Girl, 2013
- La Rose et la Tour, Milady, 2015 ((en) Tapestry, 2014)
- (en) Nightingale, 2014
- (en) The Last Dance, 2015
- (en) On The Scent of Purfume: The Making of the Perfumer's Secret, 2015
- (en) The Perfumer's Secret, 2015
- (en) The Chocolate Tin, 2016
- (en) The Tea Gardens, 2017

### Nouvelles
- (en) The Batthouse Girl, 2009

## Sous le nom de Lauren Crow

### SérieJack Hawksworth
1. Bye Bye Baby, Flammarion, 2009 ((en) Bye Bye Baby, 2007)
2. (en) Beautiful Death, 2009